# Cara cara

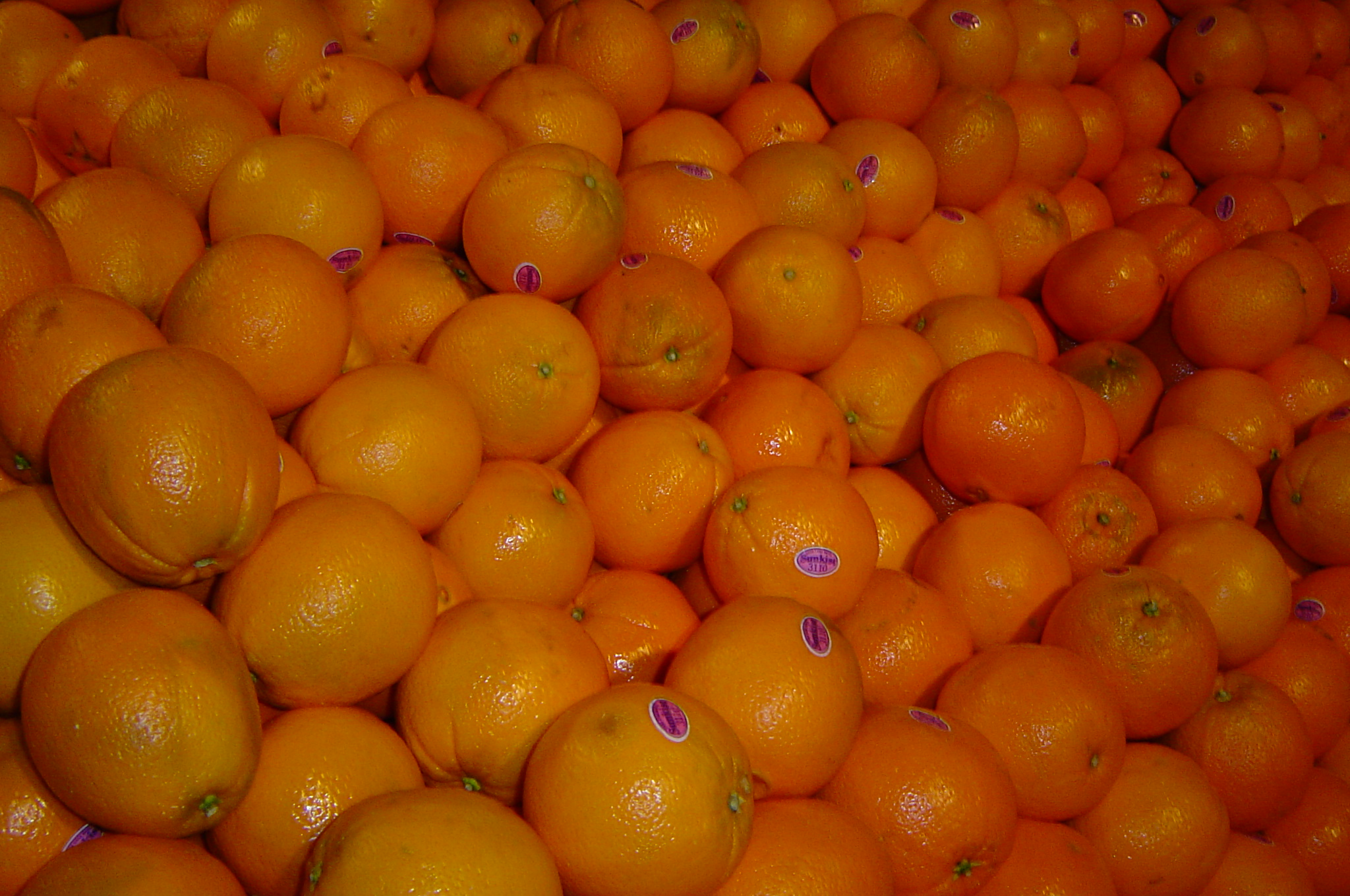
Cara cara's

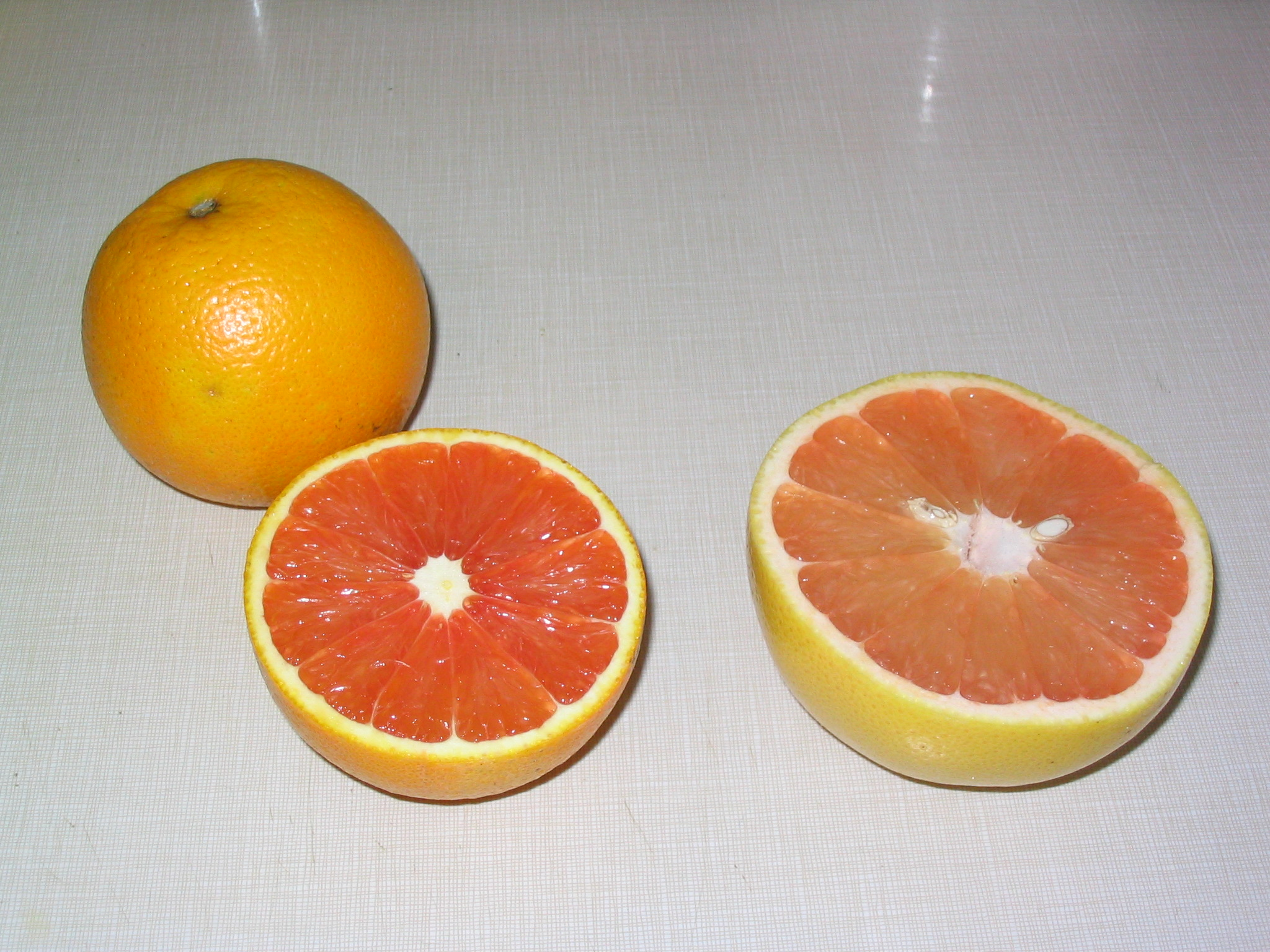
Cara cara (links) en grapefruit (rechts)

De cara cara (Citrus sinensis 'Cara cara') is een sinaasappelsoort, meer bepaald een soort bloedsinaasappel.

## Oorsprong
De cara cara werd in 1976 ontdekt op een plantage in Hacienda Cara Cara in Venezuela. Vermoedelijk is het een kruising met of mutatie van de Washington navelsinaasappel. Eind jaren '80 van de 20e eeuw kwam de vrucht via Florida in de Verenigde Staten. Pas veel later was de vrucht ook in Europa verkrijgbaar.

## Eigenschappen
De cara cara heeft roze vruchtvlees, vergelijkbaar met dat van een pompelmoes (zie foto ter vergelijking). Sommige winkels omschrijven de cara cara ook als een mengeling van een sinaasappel en een pompelmoes, doch dat is fout. De cara cara heeft een dikke, oranje schil en is makkelijk te pellen. De vrucht bevat geen pitten en smaakt zoet.
De beschikbaarheid van de cara cara hangt af van de teeltplaats. De Californische is rijp van november tot januari.
... · 
C. aurantifolia (limoen) · 
C. aurantium (zure sinaasappel) · 
Citrus aurantium subsp. currassuviencis (laraha) · 
C. bergamia (bergamot) · 
C. ×clementina (clementine) · 
C. hystrix (papeda) · 
C. japonica (Chinese kumquat) · 
C. ×junos (yuzu) · 
C. kinokuni (cherry orange) · 
C. limon (citroen) · 
C. maxima (pompelmoes) · 
C. maxima × paradisi (pomelo) · 
C. medica (sukadeboom) · 
C. ×microcarpa (calamondin) · 
C. ×natsudaidai (amanatsu) · 
C. ×paradisi (grapefruit) · 
C. reshni · 
C. reticulata (mandarijn) · 
C. reticulata × paradisi (ugli) · 
C. reticulata 'Satsuma' (satsuma) · 
C. sinensis (sinaasappel) · 
C. sinensis 'Cara cara' (cara cara) · 
C. ×tangelo (tangelo) · 
...